# 福田富一
福田 富一（ふくだ とみかず、1953年〈昭和28年〉5月21日 - ）は日本の政治家。栃木県知事（公選第16・17・18・19・20・21代）。無所属。自由民主党栃木県連顧問。
宇都宮市長（2期）、栃木県議会議員（2期）、宇都宮市議会議員（2期）を務めた。栃木県上都賀郡今市町（のちの今市市、現在の日光市）出身。

## 経歴
- 1953年5月21日 - 栃木県今市市（現、日光市）で出生
- 1972年3月 - 栃木県立宇都宮工業高等学校卒業
- 1972年4月 - 栃木県庁に入庁
- 1979年3月 - 日本大学理工学部建築学科卒業
- 1981年4月 - 栃木県庁退職、建築設計・行政書士事務所を開業
- 1983年5月 - 宇都宮市議会議員選挙に出馬し、初当選（〜1990年2月）
- 1991年4月 - 栃木県議会議員選挙に出馬し、当選（〜1999年3月）
- 1999年4月 - 宇都宮市長選挙に出馬し、当選（〜2004年10月）
- 2004年12月 - 栃木県知事選挙に出馬し、現職の福田昭夫を破り、当選（1期目）
- 2008年11月 - 栃木県知事再選（2期目）
- 2012年11月 - 栃木県知事選挙で3選。
- 2016年11月 - 栃木県知事選挙で4選。
- 2020年11月 - 栃木県知事選挙で5選。
- 2024年11月 - 栃木県知事選挙で6選。

## 人物
宇都宮市長在職中は宇都宮二荒山神社周辺の市街地再開発を推進した。また、後に宇都宮ライトレールとして整備される新交通システムの推進や、周辺市町との合併による政令指定都市への移行を目指していた。

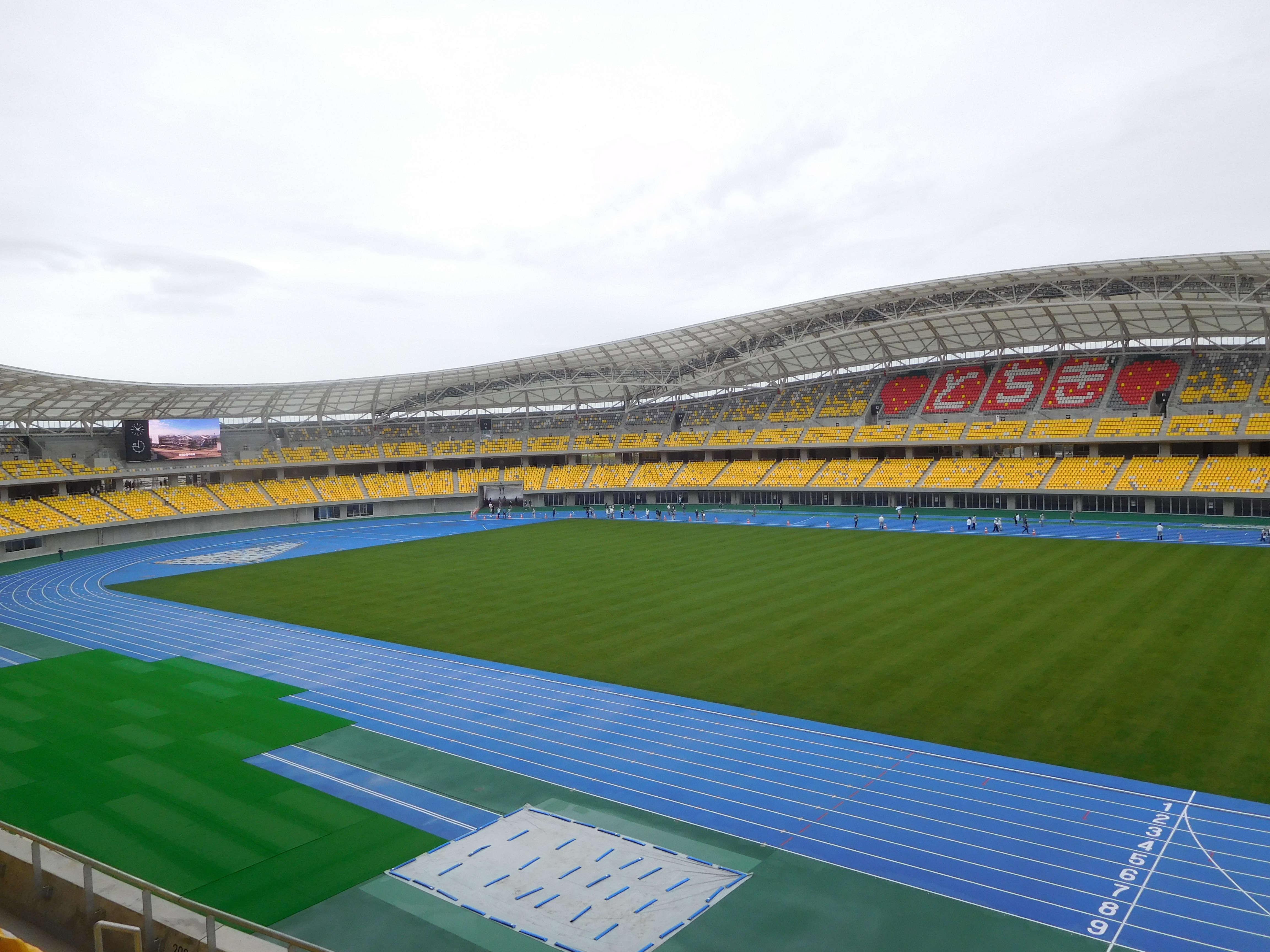
カンセキスタジアムとちぎ

栃木県知事に就任後、2007年9月、宇都宮競馬場跡地に陸上競技場、サッカー場兼用スタジアム（後のカンセキスタジアムとちぎ）を新設する計画を発表した。2008年の知事選の公約に「高等特別支援学校の整備（軽度障害児の自立支援）」を掲げ、栃木県立特別支援学校宇都宮青葉高等学園の開校（2016年）に結び付けた。
2012年5月25日、同年11月の栃木県知事選に3選を目指して出馬する意向を表明。その後みんなの党の渡辺喜美代表から、県内の除染など、福島第一原子力発電所事故の対策が遅いと批判されたことに対して、5月27日に自民党の政治資金パーティーで環境省の同意がないと先に進まないことをあげて反論した。なお、知事選には自民党の党籍を持ったまま無所属で立候補する意向を示した。
2017年6月2日の記事では「取材班は社会保障制度の維持には医療費の適正化や抑制が必要だと考えています。都道府県は何ができて、何ができないのでしょうか」という記者の問いに対して　「社会保障は持続可能性を高めながら、必要な医療介護を受けられる体制を整備していかなければならない。住民が住み慣れた地域で必要な医療介護を受けたうえで、医療費の適正化や地域差の縮小が図られるべきだ。一方的に財政緊縮の役割を都道府県に負わせるのは筋が違う」「都道府県がすぐに取り組めるのは住民の健康づくり。病気にならないように生涯現役を築き、おのずと健康づくりや医療費の抑制につながっていく社会を目指すべきだ。市町村の健康増進事業、特定健康診査の実施率の向上などに支援や助言をしているが、県の役割は限定的ではないか」と話している。
2020年秋の「都道府県魅力度ランキング」で栃木県が初の47位に転落したことを受け、10月19日、調査会社のブランド総合研究所に出向き、調査方法などに関する提案書を提出し直談判することを明らかにした。
2023年の徳島県知事選挙で飯泉嘉門が落選して以来、現職では最古参の知事となっている。

### 統一教会との関係
旧統一教会問題に関して共同通信社が行ったアンケートに対し、世界平和統一家庭連合（旧統一教会）の関連団体が開催した「国難突破 日本とアジアの未来を拓く栃木大会（2022年5月22日）」に祝電を送ったと回答。「県議が代表だったので十分に確認せず祝電対応した」としている。

## 不祥事
- 2020年12月21日、栃木県警察は、同年11月の県知事選挙に際し選挙の告示前に宇都宮工業高野球部OB会会員に、福田への投票を呼び掛ける法定外文書数百枚を郵送した公職選挙法違反（法定外文書頒布、事前運動）疑いで福田の次男で宇都宮市議会議員の福田陽、同市議会議長の桜井啓一ら6人を書類送検した[15]。その後、責任を取る形で桜井が2021年4月21日に、陽が同月28日に議員辞職した[16][17]。同年5月11日、宇都宮区検は公職選挙法違反の罪で桜井、陽ら3人を略式起訴した[18]。宇都宮簡易裁判所は桜井に罰金30万円、公民権停止4年、陽ら2人に罰金20万円、公民権停止3年の略式命令を出した[19][20]。2人は公民権停止期間が長いなどとしてそれぞれ正式裁判を要求し、裁判の結果、桜井は3年、陽は2年に停止期間が短縮された[21][22]。